# Uma Mulher Perigosa
Uma Mulher Perigosa (em inglês:  A Dangerous Woman) é um filme estado-unidense do género drama romântico, dirigido por Stephen Gyllenhaal e produzido por Naomi Foner e Kathleen Kennedy nos estúdios cinematográficos Amblin Entertainment e Gramercy Pictures, com base no romance homónimo de Mary McGarry Morris.
A atriz Debra Winger foi nomeada para os Prémios Globo de Ouro de melhor atriz em filme dramático e venceu o prémio de melhor atriz no Festival Internacional de Cinema de Tóquio.

## Elenco
- Debra Winger como Martha Horgan
- Barbara Hershey como Frances Beechum
- Gabriel Byrne como Mackey
- Laurie Metcalf como Anita Bell
- John Terry como Steve Bell
- Maggie Gyllenhaal como Patsy Bell
- Jake Gyllenhaal como Edward (creditado como Jacob Gyllenhaal)
- Chloe Webb como Birdie
- David Strathairn como Getso